# Mohammed Hameed
Mohammed Hameed Farhan (Faluja, 24 de janeiro de 1993) é um futebolista profissional iraquiano que atua como goleiro, atualmente defende o Naft Al-Wasat.

## Carreira
Mohammed Hameed representou a Seleção Iraquiana de Futebol na Copa da Ásia de 2015.[carece de fontes?] e fez parte do elenco da Seleção Iraquiana de Futebol nas Olimpíadas de 2016.